# Kryptopterus vitreolus
Kryptopterus vitreolus is een straalvinnige vissensoort uit de familie van de echte meervallen (Siluridae). De wetenschappelijke naam van de soort is voor het eerst geldig gepubliceerd in 2013 door Ng & Kottelat.

## Voorkomen
De soort is een zoetwatervis die voorkomt op het Maleisisch schiereiland en het zuiden van Thailand.